# The Fight Is On
The Fight Is On è un album blues di Popa Chubby e comprende canzoni studio, tra cui una cover di Ace of Spades dei Motörhead.

## Tracce
- The Fight Is On
- We got Some Rocking to Do
- Locked in A Memory
- The Right Time
- Rock'n'roll Is my Religion
- Greedy for Gold
- NYC 1977 Till...
- Holes
- Steelhorse Serenade
- It's Over
- Wicked Wanda
- Ace of Spades